# Kazimierz Boczarski
Kazimierz Boczarski (ur. 17 października 1932, zm. 2 maja 1973 w Krakowie) – polski bokser, medalista mistrzostw Europy.
Uprawiał pięściarstwo reprezentując barwy klubowe: Cracovii, Sparty Kraków, CWKS Warszawa i Hutnika Nowa Huta. Uczestnicząc w Mistrzostwach Europy w Pradze 1957 roku, zdobył brązowy medal w kategorii piórkowej. Startując w mistrzostwach Polski, wywalczył mistrzostwo w 1956, wicemistrzem kraju był w 1955, a brązowe medale wywalczył w 1954 i 1957 roku, wszystkie medale zdobył w wadze piórkowej. Dwukrotnie z klubem CWKS Warszawa w 1956 i 1957 roku, wywalczył drużynowe mistrzostwo Polski. Cztery razy wystąpił w reprezentacji Polski w latach 1956 - 1959, odnosząc 1 zwycięstwo i ponosząc 3 porażki.